# Леонова Альона Ігорівна
Альо́на І́горівна Лео́нова (рос. Алёна Игоревна Леонова; *23 листопада 1990, Санкт-Петербург, РРФСР, СРСР) — російська фігуристка, що виступає у жіночому одиночному фігурному катанні. Чемпіонка світу серед юніорів 2009 року), дворазовий срібний призер Національної першості Росії з фігурного катання серед юніорів (2007 і 2008 роки), у сезоні 2008/2009 дебютувала на дорослих Чемпіонаті Європи, де лише одного місця їй не вистачило до п'єдесталу (4-та позиція) і на Чемпіонаті світу з фігурного катання 2009 року, на якому посіла 7-ме місце.

## Кар'єра
Альона Леонова почала займатися фігурним катанням у 4-річному віці у Марини Вахрамеєвої в Санкт-Петербурзі. У теперішній час тренується в Алли П'ятової.
В сезоні 2008/2009 Альона виступала на двох етапах дорослої серії Гран-прі з фігурного катання: «Cup of China»-2008 і «Cup of Russia»-2008, де стала 7-ю і 5-ю, відповідно. На Чемпіонаті Росії з фігурного катання 2009 року зайняла тільки п'яте місце, однак у зв'язку з тим, що фігуристки Аделіна Сотнікова і Єлизавета Туктамишева, які були 1-ю і 2-ю, не мали права брати участі в міжнародних змаганнях через вікові обмеження, а також завдяки вольовому рішенню ради тренерів Федерації фігурного катання на ковзанах Росії, Альону включили до Збірної Росії для поїздки на Чемпіонат Європи з фігурного катання 2009 року (від Росії дві учасниці).

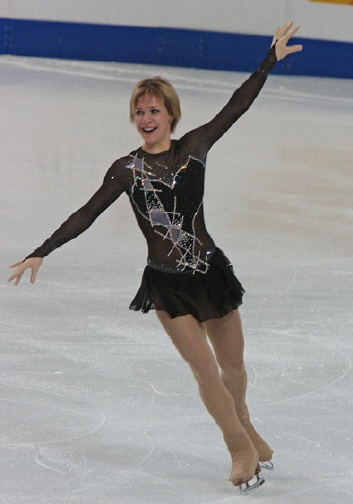
Альона Леонова на ЧЄ з фігурного катання 2009 року

На Чемпіонаті Європи з фігурного катання після виконання короткої програми Леонова була лише 11-ю. Попри це завдяки практично бездоганному прокату довільної програми і помилкам основних суперниць, Альона спромоглася стати чевертою, що є чудовим результатом для дебютанта подібних змагань. Причому в довільній програмі фігуристка отримала за виконання технічних елементів найвищий бал серед усіх учасниць — 53,95, вигравши за цією оцінкою в чемпіонки і призерок першості Лаури Лепісто, Кароліни Костнер і Сюзанни Пойкьйо. Разом з 6-ю позицією другої росіянки на турнірі Катаріни Ґербольдт, результат Леонової «повернув» Росії найбільшу квоту (3 учасниці) в жіночому одиночному катанні на Чемпіонаті Європи з фігурного катання 2010 року.
Спочатку на лютий 2009 року в Альони було заплановано виступити на Зимовій Універсіаді-2009, вона входила до російської збірної. Однак, після успішного виступу на Чемпіонаті Європи з фігурного катання, рішенням Федерації фігурного катання, Альону було направлено на Чемпіонат світу з фігурного катання серед юніорів 2009 року в столиці Болгарії. У Софії Леонова була третьою після виконання короткої програми, за грузинською фігуристкою Елене Гедеванішвілі (1-ше місце) і американкою Ешлі Вагнер (2-ге), причому від другого місця Альону відокремлювала не дуже велика різниця у 2 бали. Інша американка, Керолайн Чжан, яка вважалася фавориткою змагань, на досить низькому для себе 10-му місці. У довільній програмі Чжан виступила блискуче, отримавши найвищий серед усіх учасниць бал, а от Гедеванішвілі припустилась багатьох помилок й опустилася на 11-ме місце, а Ешлі Вагнер впала під час довільної і програла Альоні, яка виступила дуже добре, покращивши свій особистий результат (PB) майже на 3 бали. Таким чином Леонова, посівши у короткій програмі 3-тє місце, а у довільній — 2-ге, за сумою балів, опинилась чемпіонкою світу серед юніорів.
Оскільки Альона з усіх російських фігуристок-одиночниць показала найвищі і, головне, найстабільніші, результати впродовж сезону, саме їй було довірено представляти Росію на «дорослому» Чемпіонаті світу 2009 року, де квота цього разу складалася лише з 1-го представника. У Лос-Анджелесі, Леонова знову опинилася на 11-му місці після виконання короткої програми, а потім, дуже добре відкатала довільну і була 6-ю. За сумою балів російська фігуристка стала на цьому, дебютному для неї, Чемпіонаті світу з фігурного катання 7-ю, виборовши, таким чином, для Росії не тільки збільшену квоту на участь у наступному ЧС з фігурного катання 2010 року, а й завоювавши дві олімпійські ліцензії в турнірі фігуристок-одиночниць на XXI Зимовій Олімпіаді (Ванкувер, 2010).

## Спортивні досягнення

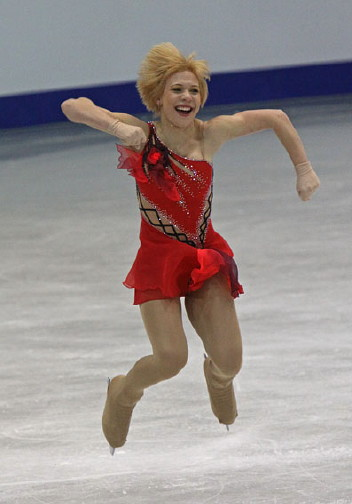
Альона Леонова під час виконання довільної програми на Чемпіонаті світу з фігурного катання серед юніорів 2009 року.

| Змагання / Сезони                                  | 2006/2007 | 2007/2008 | 2008/2009 | 2009/2010 |
| -------------------------------------------------- | --------- | --------- | --------- | --------- |
| Чемпіонати світу з фігурного катання               |           |           | 7         |           |
| Чемпіонати Європи з фігурного катання              |           |           | 4         | 7         |
| Чемпіонати світу з фігурного катання серед юніорів | 12        | 6         | 1         |           |
| Чемпіонати Росії з фігурного катання               | 7         | 7         | 5         | 2         |
| Фінал Гран-Прі                                     |           |           |           | 6         |
| Чемпіонати Росії з фігурного катання серед юніорів | 2         | 2         |           |           |
| Етапи Гран-прі: «Cup of China»                     |           |           | 7         |           |
| Етапи Гран-прі: «Cup of Russia»                    |           |           | 5         | 3         |
| Етапи Гран-прі: «NHK Trophy»                       |           |           |           | 2         |
| Турніри: «Finlandia Trophy»                        |           |           |           | 1         |
| Етапи юніорського Гран-прі, Хорватія               |           | 5         |           |           |
| Етапи юніорського Гран-прі, Румунія                |           | 2         |           |           |
| Турніри «Coupe Internationale Nice»                | 1J.       | 1J.       | 2         |           |

- J = юніорський рівень

## Виноски
1. 1 2  Став відомим склад Збірної Росії на ЧЄ з фігурного катання та Універсіаду-2009. Архів оригіналу за 11 січня 2010. Процитовано 29 березня 2009. Став відомим склад Збірної Росії на ЧЄ з фігурного катання та Універсіаду-2009 (рос.)
2. ↑  Альона Леонова: моє катання мені в основному дуже сподобалося — якщо не враховувати зірваного лутца[недоступне посилання](рос.)[недоступне посилання з квітня 2019]
3. ↑  Фінка Лепісто — чемпіонка Європи з фігурного катання в Гельсінкі; Альона Леонова — четверта[недоступне посилання](рос.)[недоступне посилання з квітня 2019]
4. ↑  Альона Леонова — третя після короткої програми на юніорській першості світу з фігурного катання в Болгарії. Архів оригіналу за 11 березня 2009. Процитовано 29 березня 2009.
5. ↑  Альона Леонова — переможиця болгарської першості з фігурного катання серед юніорок !. Архів оригіналу за 11 березня 2009. Процитовано 29 березня 2009.